# Štěpán ze Šternberka
Štěpán za Šternberka († asi 7. října 1357) byl český šlechtic z rodu pánů ze Šternberka, zakladatel moravské šternberské větve.

## Život
Jeho otcem byl Zdeslav starší ze Šternberka. Měl bratry Zdeslava ml., Albrechta, Jaroslava a Matouše a dvě sestry, které se staly jeptiškami. První písemná zmínka o Štěpánovi pochází z roku 1316, kdy byl se svým otcem u Matúše Čáka Trenčanského. Štěpán byl příbuzným tohoto uherského šlechtice, pravděpodobně jeho synovcem. Štěpán v Uhrách často pobýval a nazývali ho tam jako "Štěpán Čech." Po smrti jediného Matúšova syna byl Štěpán považován jako jeho nástupce, což se tak po Matúšově smrti roku 1321 stalo. Proti Štěpánovi však vytáhl vojensky uherský král Karel I. Robert, který ještě v tomtéž roce obsadil Štěpánovy významné hrady včetně Trenčína. Štěpánovi se ještě některé majetky v Uhrách podařilo uhájit, ale během deseti let vyklidil pozice i zde.
V roce 1329 zemřel jeho příbuzný Diviš ze Šternberka bez synů, a tak jako nejbližší příslušník rodu ze Šternberka dědil majetky Štěpán. V roce 1339 byl již prokazatelně majitelem Šternberka, v roce 1340 se píše jako Štěpán z Bechyně, což svědčí, že držel tamní panství. Od té doby se často uvádí na různých listinách. Uvádí se i na korunovačním řádu Karla IV., který byl vydán v roce 1347. Účastnil se zasedání zemských soudů. Štěpán rozšiřoval své majetky zejména na Moravě, v roce 1349 byl majitelem količínského panství a držel majetky okolo Veselí nad Moravou.
Zemřel pravděpodobně 7. října 1357.

## Potomci
Štěpán ze Šternberka měl šest potomků. O nejstarším synovi Petrovi je jediná zpráva z roku 1351, brzy na to (asi roku 1353) zemřel. Jeho druhorozený syn Albrecht Aleš ze Šternberka se dal na duchovní kariéru a byl biskupem a arcibiskupem. Třetí syn Zdeněk, o němž je minimum zpráv, zemřel tři roky po otcově smrti, zanechal však syna Petra ze Šternberka, který se svým strýcem Albrechtem vlastnil a spravoval rodové majetky. Štěpán měl také tři dcery Markétu, Anežku a Kateřinu, které se provdaly za české šlechtice.